# Divers droite
L'etiqueta Divers droite (Diversa Dreta, DVD) representa, a França, una tendència política sota el nom de la qual s'integren els candidats independents que representen la dreta però que no són membres de cap partit.
La qualificació «Sense etiqueta» ja no és admesa als arxius del Ministeri de l'Interior de França des de 2001, on nombrosos candidats i llistes es presenten com a «sans étiquette» i són classificats com DVD «divers droite» o DVG «divers gauche» segons la seva tendència política.